# Corny-sur-Moselle
Corny-sur-Moselle és un municipi francès, situat al departament del Mosel·la i a la regió del Gran Est. L'any 2007 tenia 2.152 habitants.

## Demografia

### Població
El 2007 la població de fet de Corny-sur-Moselle era de 2.152 persones. Hi havia 781 famílies, de les quals 145 eren unipersonals (62 homes vivint sols i 83 dones vivint soles), 216 parelles sense fills, 378 parelles amb fills i 42 famílies monoparentals amb fills.
La població ha evolucionat segons el següent gràfic:
Habitants censats

### Habitatges
El 2007 hi havia 834 habitatges, 801 eren l'habitatge principal de la família, 4 eren segones residències i 28 estaven desocupats. 671 eren cases i 160 eren apartaments. Dels 801 habitatges principals, 600 estaven ocupats pels seus propietaris, 190 estaven llogats i ocupats pels llogaters i 11 estaven cedits a títol gratuït; 19 tenien una cambra, 19 en tenien dues, 80 en tenien tres, 166 en tenien quatre i 518 en tenien cinc o més. 651 habitatges disposaven pel capbaix d'una plaça de pàrquing. A 282 habitatges hi havia un automòbil i a 433 n'hi havia dos o més.

### Piràmide de població
La piràmide de població per edats i sexe el 2009 era:
| Homes | Edats   | Dones |
| ----- | ------- | ----- |
| 0     | 95 o +  | 0     |
| 0     | 90 a 94 | 0     |
| 0     | 85 a 89 | 12    |
| 12    | 80 a 84 | 4     |
| 36    | 75 a 79 | 48    |
| 24    | 70 a 74 | 20    |
| 16    | 65 a 69 | 36    |
| 48    | 60 a 64 | 40    |
| 32    | 55 a 59 | 28    |
| 72    | 50 a 54 | 88    |
| 88    | 45 a 49 | 64    |
| 68    | 40 a 44 | 84    |
| 68    | 35 a 39 | 64    |
| 56    | 30 a 34 | 92    |
| 44    | 25 a 29 | 32    |
| 48    | 20 a 24 | 68    |
| 96    | 15 a 19 | 68    |
| 56    | 10 a 14 | 96    |
| 80    | 5 a 9   | 60    |
| 32    | 0 a 4   | 24    |

## Economia
El 2007 la població en edat de treballar era de 1.433 persones, 1.104 eren actives i 329 eren inactives. De les 1.104 persones actives 1.037 estaven ocupades (556 homes i 481 dones) i 66 estaven aturades (30 homes i 36 dones). De les 329 persones inactives 85 estaven jubilades, 135 estaven estudiant i 109 estaven classificades com a «altres inactius».

### Ingressos
El 2009 a Corny-sur-Moselle hi havia 815 unitats fiscals que integraven 2.213 persones, la mediana anual d'ingressos fiscals per persona era de 21.662 €.

### Activitats econòmiques
Dels 67 establiments que hi havia el 2007, 1 era d'una empresa alimentària, 2 d'empreses de fabricació d'altres productes industrials, 17 d'empreses de construcció, 12 d'empreses de comerç i reparació d'automòbils, 2 d'empreses de transport, 3 d'empreses d'hostatgeria i restauració, 2 d'empreses d'informació i comunicació, 1 d'una empresa financera, 4 d'empreses immobiliàries, 7 d'empreses de serveis, 8 d'entitats de l'administració pública i 8 d'empreses classificades com a «altres activitats de serveis».
Dels 25 establiments de servei als particulars que hi havia el 2009, 2 eren tallers de reparació d'automòbils i de material agrícola, 1 paleta, 3 guixaires pintors, 6 fusteries, 4 lampisteries, 2 electricistes, 2 perruqueries, 2 restaurants, 1 tintoreria i 2 salons de bellesa.
Dels 4 establiments comercials que hi havia el 2009, 1 era una botiga de menys de 120 m², 1 una botiga de roba, 1 una botiga d'electrodomèstics i 1 una joieria.
L'any 2000 a Corny-sur-Moselle hi havia 10 explotacions agrícoles que ocupaven un total de 114 hectàrees.

## Equipaments sanitaris i escolars
El 2009 hi havia 1 escola maternal i 1 escola elemental.

## Poblacions més properes
El següent diagrama mostra les poblacions més properes.